# 那加兰邦印军误袭事件

事发地印度那加兰邦地图

那加兰邦印军误袭事件，又称印军误袭事件，印军误杀平民事件，指2021年12月4日晚，印度东北部那加兰邦奧廷村印度军队误将回家的矿工当成叛乱分子并开枪射击造成多人死亡的事件。

## 背景
因种族、宗教等问题印度东北部自印度独立以来一直存在着活跃的反政府和谋求独立建国的武装叛乱组织。武装冲突事件时有发生。那加兰邦居民也指控军方多次将平民当成叛乱分子进行袭击。

## 经过
印度当地时间2021年12月4日晚，一辆载有30多名煤矿工人的货车经过印度那加兰邦奥廷村附近时，被印度安全部队阿萨姆步枪队误认为是反政府武装成员并开枪射击，造成12名平民当场死亡，随后又与赶来的矿工家属及当地居民爆发激烈冲突，又造成2名平民死亡和1名印度军人死亡以及军车被烧毁。印度军方在5日回应称此前曾获得情报，当地反政府武装准备袭击当地印度军事组织，印度安全部队已在事发地点埋伏一周，结果误将平民当成反政府武装成员。事后引发那加兰邦出現抗议印度军队的活动，那加兰邦当局也决定向印度中央政府提出申请，要求废除《武装部队特别权力法》。该法案赋予印度安全部队在反军事行动中的拥有极大的权力。